# Akademisk disciplin
Akademiske discipliner er fag, hvori der undervises og/eller forskes på universiteter og andre højere læreanstalter. En disciplin udgør en specialisering i den akademiske arbejdsdeling i samfundet. 

## Historik
Selvom ordet "disciplina" går langt tilbage i historien, er videnskabelige discipliner, som vi forstår dem i dag, først etableret i det 19. århundrede. 
Omkring 1920 var det almindeligt, at mennesker, der var uddannet i en disciplin beherskede hele disciplinen, men i dag er forskere yderligere opdelt i specialer og forskere kender ofte mindre til andre områder i deres egen disciplin end de kender til beslægtede specialer i andre discipliner.
Nogle forskere taler i dag om "Mode 2" i forskningsorganisationen karakteriseret ved disciplinbegrebets aftagende rolle, ligesom begrebet "postdisciplinary" har været introduceret. Det er imidlertid svært at forestille sig at universiteterne ikke fortsat vil være organiseret i discipliner, og at dette begreb derfor fortsat vil være centralt i videnssorganisationen.

## Studiet af discipliner
Discipliner studeres af forskellige fag, herunder videnskabshistorie, videnskabssociologi, bibliometri (og andre områder af Biblioteks- og informationsvidenskab, herunder vidensorganisation).

## Tværfaglighed
Discipliner opfattes ofte som modsætning til tværfaglighed, men er en forudsætning for tværfaglighed.